# دونالد هونيغ
دونالد هونيغ (بالإنجليزية: Donald Honig)‏ هو كاتب حول الرياضة أمريكي، ولد في 1931 في نيويورك في الولايات المتحدة.